# Magic Records
Magic Records – polska wytwórnia płytowa. funkcjonująca w modelu 360 stopni. Pod jej patronatem od samego początku swoją karierę rozwija między innymi sanah.
Magic Records zostało założone w 1994 roku przez Jana Kubickiego. W 1998 roku firma nawiązała współpracę z Universal Music Polska. W latach 2006–2019 Jan Kubicki pełnił funkcję dyrektora zarządzającego tej wytwórni. W czerwcu 2022 Universal Music Polska przestało być jednym z udziałowców Magic Records. W 2022 roku wytwórnia przyjęła model 360 stopni, co oznacza wsparcie artystów we wszystkich aspektach ich działalności. w tym wydawnictwo  i Active Rights Management obejmujący  zarządzanie prawami autorskimi, licencjonowanie utworów oraz dystrybucję muzyki.
W 2022 Magic Records oraz niemiecka wytwórnia Guesstimate stworzyli nowy podmiot wydawniczy o nazwie Magic Guesstimate sanah Publishing (MGS Publishing). Na przestrzeni lat firma nawiązała współpracę  m.in. z: Global Records, Guesstimate, Kontor Records, Sota Records, Primus Tunes czy Roton Music. 
Nakładem wytwórni ukazały się również albumy takich wykonawców jak m.in.: sanah, LP, Matt Dusk, Imany, Margaret, Kate Ryan, Ewa Farna, Basia Trzetrzelewska, INNA, Urszula, Honorata Skarbek, Janusz Radek, Jaromír Nohavica, Scooter, ATB, Dj Antoine, Bad Boys Blue, Savage, Brainstorm, Tiësto. 

## Artyści
| - Kindla - Kaja Paschalska - Janusz Radek - Kalwi & Remi - Akcent - Piotr Rubik - Leszek Możdżer - ATB - Aventura - Beats and Styles - Benny Benassi - Blank & Jones - Blog 27 - Bob Sinclar - Basia Trzetrzelewska - Candy Girl |  | - Danzel - Kins Ferna's - Darude - DJ BoBo - DJ Daz - Kasia Lesing - Ewa Farna - Mandaryna - Gigi D’Agostino - Global Deejays - Groove Coverage - Maciej Skiba - Marcin Kindla - Honey - In-Grid - J Five - Kamaliya - Kate Ryan |  | - Leona - Lindsey Stirling - Lutricia McNeal - Margaret - Maria Isabel - Mario Bischin - Mateusz Gędek - Mayoman - Melanie C - Pewex - Robert M - Panjabi MC - Pate No 1 - Paula Biskup - Paul van Dyk - Perkoz - Queens - Right Said Fred |  | - Sanah - Schiller - Sedguy - Scooter - September - Shaun Baker - Stefanie Heinzmann - Stereolizza - Stonebridge - Sylver - Tiësto - Tokio Hotel - Tomcraft - Twoface - Tynsky - Uniting Nations - Urszula - Wiktoria Zwolińska - Vanilla Ninja - Zero |